# Collision aérienne de Villa Castelli
La collision aérienne de Villa Castelli est un accident qui s'est produit entre deux hélicoptères le 9 mars 2015 vers 17 h 00 locales (20 h 00 UTC) à proximité de Villa Castelli en Argentine lors du tournage de l'émission de téléréalité Dropped produite par Adventure Line Productions pour TF1.
Les dix personnes à bord des deux hélicoptères sont toutes mortes dans l'accident, parmi lesquelles trois des champions sportifs français candidats, la navigatrice Florence Arthaud, la nageuse Camille Muffat et le boxeur Alexis Vastine.

## Déroulement du vol
La collision met en cause deux hélicoptères de type AS 350 Écureuil transportant chacun cinq personnes, un pilote assis à droite et quatre passagers :
- l'appareil LQ-FJQ, reconnaissable à sa livrée rayée[4], parti en premier avec à son bord l'équipe de prise de vue, dont un cadreur en place arrière gauche, porte ouverte[1],
- l'appareil LQ-CGK qui transportait les 3 concurrents à l'arrière et un cadreur à l'avant[1] et dont le dessous du fuselage est peint en couleurs sombres[5].

Les deux hélicoptères avaient décollé deux minutes plus tôt d'un terrain dégagé, en bordure du village et revenaient vers celui-ci pour les besoins du film,, à quelque 80 m de haut et à une distance d'environ 90 mètres l'un de l'autre. L'appareil de prise de vues volait en tête, effectuant un léger virage à gauche, avec une inclinaison de 15°, le second hélicoptère, à bord duquel se trouvaient les concurrents, le rattrapa insensiblement jusqu'à la collision en vol. Vers 16 h 59 ou 17h, les deux rotors se heurtent et se brisent,. Dès lors, les deux Écureuil, privés de toute portance, tombent en chute libre et percutent le sol, entraînant un incendie et le décès de tous leurs occupants.
Les conditions de visibilité étaient bonnes mais avec de forts vents et une turbulence habituels dans cette région proche de la cordillère des Andes située à 1 321 m d'altitude. Des témoignages sur place, comme l'analyse des vidéos, laissent penser à une erreur de pilotage et non à une panne. Les pilotes des appareils auraient pu perdre de vue l'hélicoptère qu'ils côtoyaient ou être perturbés par les nécessités des prises de vue.

## Émission
L'émission de téléréalité d'aventure Dropped est la version française de l'émission suédoise Det största äventyret (« La plus grande des aventures »). Produite par Adventure Line Productions (producteur de La Carte aux trésors qui utilisait déjà des hélicoptères) et tournée en Argentine, elle devait être diffusée sur TF1 à l'été 2015.
Au moment de l'accident, l'émission en était à sa seconde semaine de tournage. Elle impliquait huit sportifs ou ex-sportifs de haut niveau : Florence Arthaud, Camille Muffat et Alexis Vastine de l'équipe des « bleus » sont montés dans le premier hélicoptère les yeux bandés après qu'on leur eut fait faire plusieurs tours sur eux-mêmes pour les désorienter avant de les déposer en pleine nature dans la Quebrada del Yeso, le deuxième hélicoptère transportant l'équipe de prise de vue.
Des autres participants au jeu, le footballeur Sylvain Wiltord était déjà éliminé et rentré en France, le patineur artistique Philippe Candeloro, le nageur Alain Bernard, la cycliste Jeannie Longo et la snowboardeuse suisse Anne-Flore Marxer, de l'équipe des « rouges », attendaient une prochaine rotation à quelques centaines de mètres de l'accident.
Le tournage a été arrêté, les équipes et les candidats ont été rapatriés en France le 13 mars après avoir été entendus par le juge fédéral,.
Deux ans après la mort d'un candidat et le suicide du médecin de Koh-Lanta (déjà produite par ALP pour TF1), il s'agit de « la tragédie la plus mortelle jamais survenue dans l'histoire de la téléréalité ».

## Victimes
L'accident fait dix morts : trois candidats français — la navigatrice Florence Arthaud, surnommée « la petite fiancée de l'Atlantique », 57 ans, l'ancienne nageuse Camille Muffat, championne olympique 2012, 25 ans, et le boxeur Alexis Vastine, médaillé olympique 2008, 28 ans —, deux pilotes argentins, Juan Carlos Castillo et César Roberto Abate, et cinq employés français de la production audiovisuelle Adventure Line Productions — le réalisateur Laurent Sbasnik, la journaliste Lucie Mei-Dalby, le chef de projet Volodia Guinard, l'ingénieur du son Édouard Gilles et le cadreur Brice Guilbert.

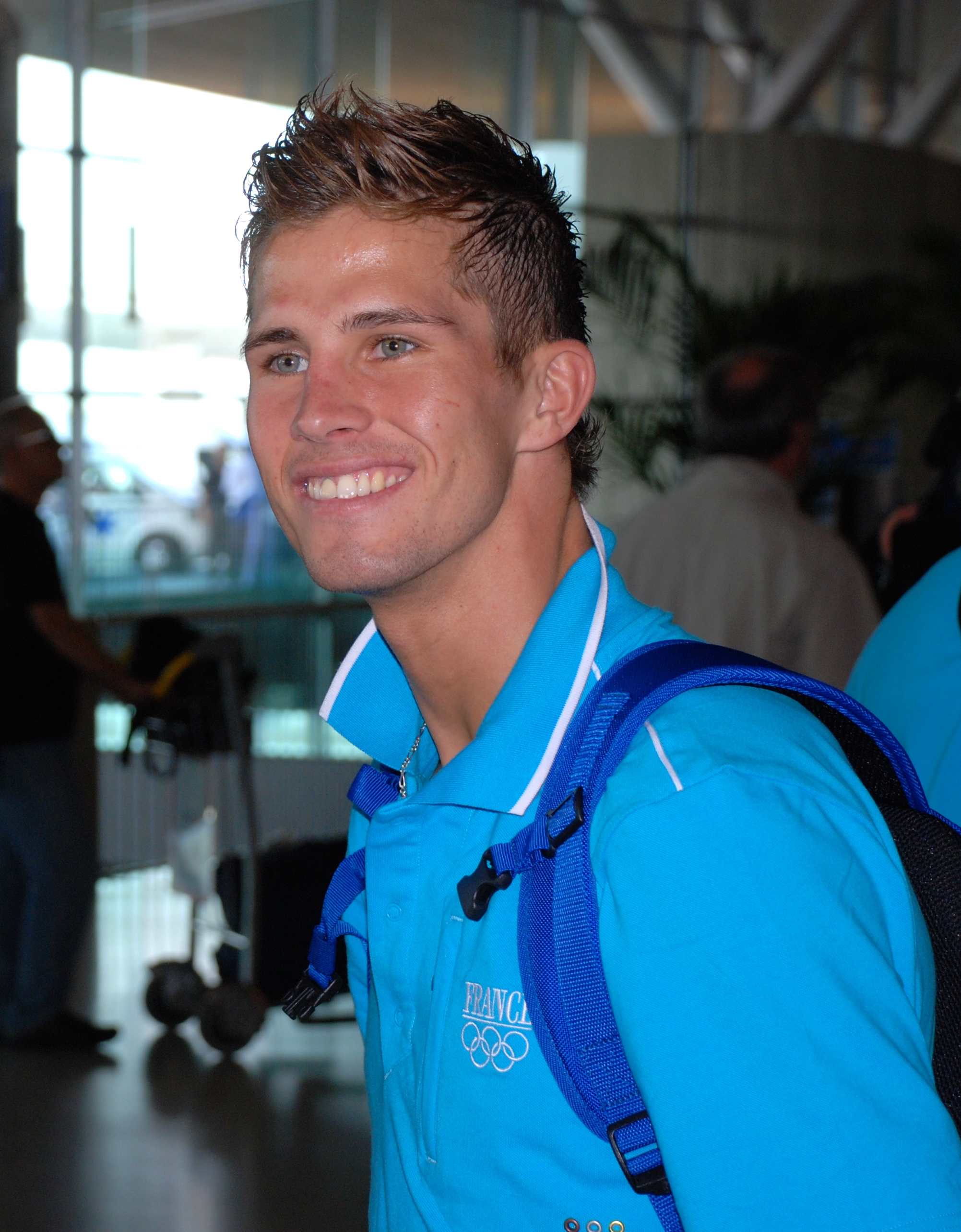
Alexis Vastine.
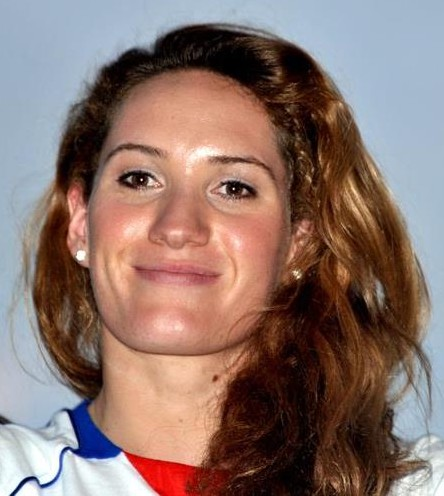
Camille Muffat.
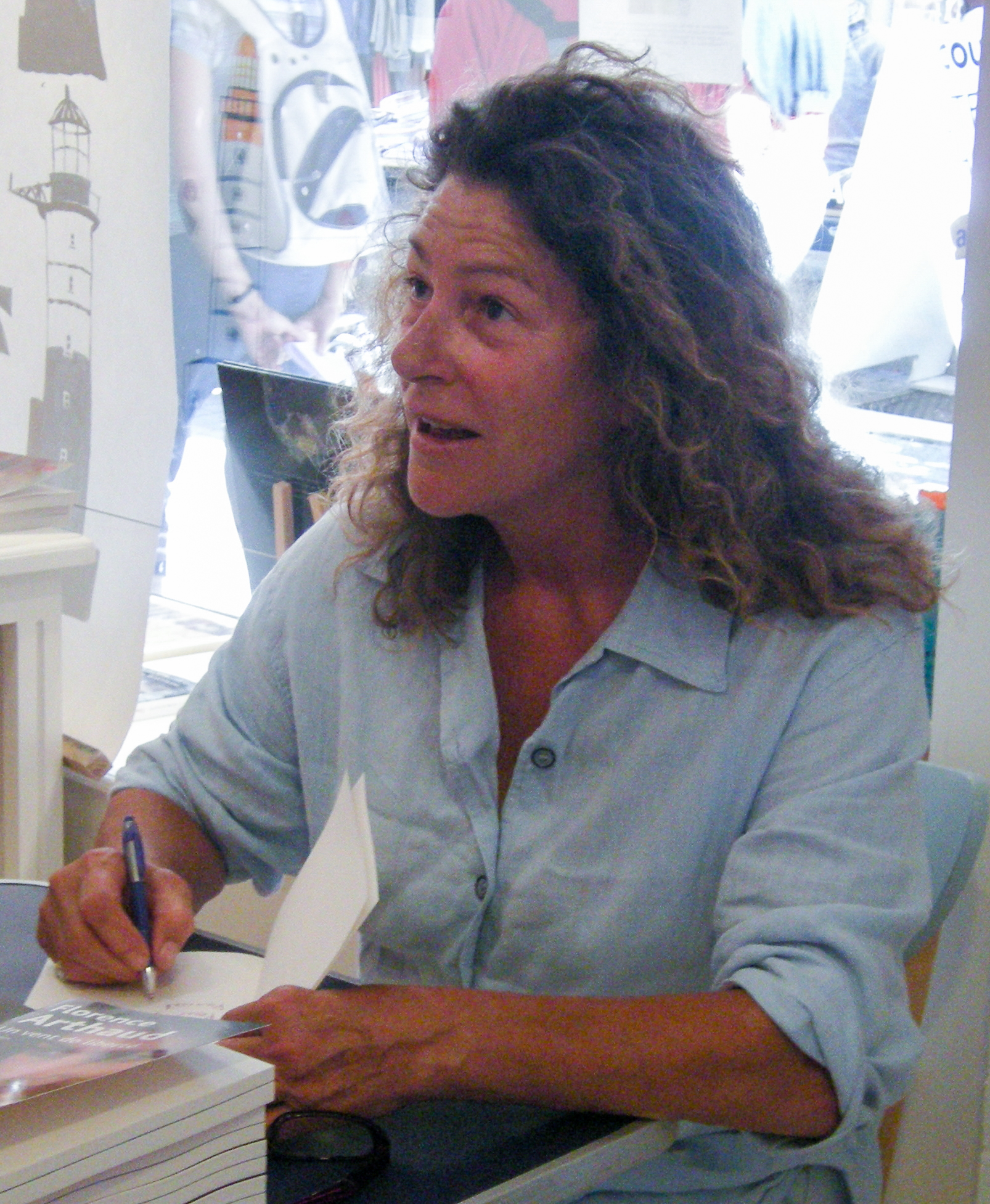
Florence Arthaud.

## Hélicoptères et pilotes
Les hélicoptères argentins, tous deux de type AS 350 B3 Écureuil, fabriqués par Airbus Helicopters, étaient :
- l'Écureuil immatriculé LQ-CGK, numéro de série 7041, fabriqué en 2010[5], appartenant à l'État provincial de la Rioja et piloté par Juan Carlos Castillo[17], 50 ans, originaire de Mendoza ; militaire à la retraite, vétéran de la Guerre des Malouines[24], il a couvert le rallye Dakar et participé à des opérations de sauvetage[25] ;
- l'Écureuil immatriculé LQ-FJQ, numéro de série 7574, fabriqué en 2012[4], appartenant à la province de Santiago del Estero[26] et piloté par César Roberto Abate, 58 ans[27], de Santiago[28], ancien pilote militaire, pilote de ligne et instructeur, travaillant pour la province depuis 1994 ; il était prêté dans le cadre d'une convention de réciprocité entre les deux provinces[29].

Le premier aéronef devait transporter les équipes entre Villa Castelli et Quebrada del Yeso, conformément à la Convention de collaboration entre le Secrétariat du tourisme du gouvernement de la province de La Rioja et la maison de production Adventure Line Production, aucun autre hélicoptère n'étant disponible localement, et comme cela s'est pratiqué pour le Dakar ; le second avait été sollicité la veille pour compléter l'activité. Cependant, l'utilisation, pour une émission privée de télévision, de ces hélicoptères financés par des fonds publics et en principe dédiés à des opérations de sauvetage a fait polémique.
Les pilotes étaient tous deux très expérimentés ; pilotes officiels du gouvernement de leur province, ils connaissaient très bien la zone et ses conditions aérologiques.

## Enquête de sécurité
Une enquête de sécurité a été ouverte par la Junta de Investigación de Accidentes de Aviación Civil (JIAAC), équivalent argentin du BEA, ce dernier a également dépêché sur place deux enquêteurs accompagnés d'un conseiller d'Airbus Helicopters et d'un conseiller de Turbomeca.
S'agissant d'un accident aérien, c'est un juge fédéral, Daniel Herrera, qui a pris en charge l'enquête judiciaire entamée par le juge d'instruction de la Rioja, Virginia Illanes Bordón.
Le rapport final d'enquête a été publié le 17 décembre 2015 par la JIAAC.
Aucune anomalie concernant les hélicoptères, leurs masses et centrages, le carburant, l'état de santé des pilotes n'a été mise en évidence.
Les deux hélicoptères n'étaient pas équipés de boîtes noires enregistrant les paramètres de vol et les conversations des pilotes et passagers. Le BEA a tenté d'extraire des données des équipements avioniques mais leur état ne l'a pas permis. Le vol avait été précédé d'un briefing mais les échanges radios n'ont pas pu être reconstitués, l'équipe au sol ne disposant pas de radio.
Les trajectoires approximatives ont été reconstituées à partir des deux vidéos disponibles. Aucune manœuvre d'évitement ne semble avoir été réalisée avant l'abordage, les pilotes ayant pu être gênés par le soleil, l'angle mort, les passagers et les montants de pare-brise, et subir des pressions liées aux prises de vues. Les enquêteurs concluent à un problème de détection visuelle.

## Enquête judiciaire
Une enquête judiciaire pour homicide involontaire a également été ouverte par le parquet de Paris le 10 mars 2015, procédure usuelle pour tous les accidents aériens mortels dans lesquels sont impliqués des citoyens français à l'étranger, et confiée à la section de recherches de la gendarmerie des transports aériens (GTA). Celle-ci a envoyé sur place cinq gendarmes dont deux enquêteurs de la GTA et trois experts de l'Institut de recherche criminelle de la Gendarmerie nationale (IRCGN).
Une autopsie des victimes est demandée pour l'enquête. Les dix corps carbonisés étant méconnaissables, les experts argentins attendent leurs homologues français, les trois experts légistes de l'IRCGN, pour pouvoir les identifier grâce aux tests ADN ou aux données dentaires.
Six personnes de la société de production ALP ont été mises en examen. Un éventuel procès ne devrait pas se tenir avant fin 2025.

## Réactions
- Le président de la République française, François Hollande, a fait part de son « immense tristesse » et a rendu hommage à « la navigatrice Florence Arthaud, la championne olympique de natation Camille Muffat et le champion de boxe Alexis Vastine, qui ont tant fait briller la France »[39].
- Manuel Valls, Premier ministre français déclare que « la France est touchée et attristée »[40].
- Thomas Bach, président du Comité international olympique, décide de mettre en berne pendant trois jours le drapeau olympique au siège du CIO.